# Skarb z Siedlikowa
Skarb z Siedlikowa – skarb wyrobów srebrnych odkryty we wsi Siedlików w Wielkopolsce.

## Odkrycie skarbu
Skarb odkryto w roku 1880 w pozostałościach starej dymarki. Obejmował biżuterię wykonaną ze srebra, jedną sztabkę srebra (o wymiarach 10,2 × 2 × 1 cm) i około 400 denarów bitych w cesarstwie rzymskim oraz jeden denar naśladujący monetę rzymską, bity poza obszarem cesarstwa. Udokumentowano tylko 25 z tych monet, z czego najmłodsza była bita za panowania Septymiusza Sewera. 

## Datowanie znaleziska
Wiek skarbu określono na bazie cech dwóch fibul i sprzączki na fazę D2 (380/300-440/450 r. n.e.), spotyka się też węższe datowanie – na I połowę V w. n.e. Oprócz wymienionych ozdób srebrnych w skład skarbu wchodził wisiorek o kształcie półksiężyca oraz gliniane skorupy naczyń. Informacja o odkryciu błyskawicznie pojawiła się w prasie codziennej, a potem w literaturze naukowej. Sztabka srebra z Siedlikowa jest jedynym znaleziskiem tego typu z terenów Polski.
Uważa się, że skarb był ukryty przed grabieżą lub zdeponowany jako ofiara dla bogów.
Większość skarbu (monety) zaginęła podczas II wojny światowej, a wisiorek w XIX w.
Zachowane elementy skarbu znajdują się w kolekcji poznańskiego Muzeum Archeologicznego, które na przełomie 2015/2016 r. urządziło wystawę czasową poświęconą temu skarbowi.